# Hojōjutsu
Hojōjutsu é a arte de prender e amarrar um prisioneiro, usando uma corda.
Desenvolvida no Japão feudal, era praticada pela classe dos samurais.

Hojōjutsu, técnica de imobilização por meio de cordas

A palavra Hojō é formada pelos kanji ho, que também é pronunciado tori, e significa capturar, prender; e jō, que também é pronunciado nawa, e significa corda. A palavra jutsu significa arte, habilidade.                                        
A principal razão de se atar alguém veio da necessidade de se prender, manter vivo ou impedir a fuga de determinado indivíduo. Era o caso do período feudal no Japão, quando o inimigo era capturado para fornecer informações, ou ser utilizado em troca de alguém importante que fora capturado do outro lado.
Há várias outras razões pelas quais o hojōjutsu era utilizado. Uma delas era segurar um prisioneiro a ser apresentado a alguma autoridade por crimes cometidos. Assim, os japoneses destacam-se por terem desenvolvido um sofisticado sistema de uso de corda para amarrar pessoas.
A policia moderna do Japão ainda transporta cordas consigo para conter os prisioneiros, além das algemas.
As técnicas de hojōjutsu eram usadas nas antigas escolas de jujutsu, sendo a escola de jujutsu takenouchi-ryū a mais especializada nesta área.